# В последнюю очередь (фильм)
«В последнюю очередь» — советский художественный фильм, детектив, снятый на киностудии «Мосфильм» режиссёром Андреем Ладыниным по сценарию Анатолия Степанова в 1981 году.
Премьера фильма в СССР состоялась в июле 1982 года.

## Сюжет
В апреле 1945 года в Москву прибывает только что выписавшийся из госпиталя герой войны, старший лейтенант Смирнов. Он возвращается в родной дом, встречается со знакомыми людьми. В местах сосредоточения всей общественной активности города — на рынках, в ресторанах — царствуют те типы людей, кто лучше всего может приспособиться к нелёгкой жизни в разорённой войной стране. Это воры, спекулянты, уличные мошенники и прочие криминальные элементы. Инвалиды войны, демобилизованные фронтовики тоже вынуждены приспосабливаться к этим условиям.
Поначалу кажется, что и молодой лейтенант Смирнов принимает новые правила игры. Ближайшая железнодорожная станция привлекает местных воров — охраны мало, а через станцию ежедневно проходит множество составов с продовольствием и другими ценными грузами. И чтобы справиться с бандитами, нужен человек, способный на правах местного жителя близко подобраться к банде и выявить основных её участников.
В конечном итоге, самым сложным оказывается найти и обезвредить жестокого и опасного главаря банды, скрывающегося под чужой личиной — под именем инвалида и героя войны Сергея Одинцова. Почувствовав опасность, он решает избавиться от сообщников и свидетелей и скрыться, однако в финале Смирнову всё же удаётся схватить бандита живым.

## Новеллизация
Впоследствии на основе сценария, написанного для фильма, Анатолий Степанов создал одноимённую повесть «В последнюю очередь». Эта своего рода новеллизация фильма стала первой книгой серии детективов о сотруднике милиции Александре Смирнове, написанных и изданных в 1980-е и 1990-е годы.

## В ролях
- Василий Мищенко — Александр Смирнов, демобилизованный старший лейтенант
- Сергей Сазонтьев — бандит, выдававший себя за фронтовика-инвалида Сергея Васильевича Одинцова
- Василий Фунтиков — Александр Иванович (Алька, Алик), друг детства Смирнова
- Лев Борисов — Семёныч, вор-спекулянт
- Римма Коростелёва — Лариса Ивановна, сестра Алика
- Геннадий Корольков — подполковник милиции, начальник группы по борьбе с бандитизмом
- Сергей Приселков — Петро, солдат, торгующий на рынке
- Наталия Фекленко — Клавдия, сожительница Одинцова
- Лев Золотухин — Иван Павлович, отец Ларисы и Алика
- Светлана Коновалова — мать Смирнова, железнодорожница
- Сергей Балабанов — бандит Артур-«Пуха»
- Валентин Кулик — спекулянт одеждой на рынке
- Антон Табаков — «Купец», подручный одёжного спекулянта
- Владимир Ферапонтов — Аполлинарий, официант
- Владимир Ровинский — Михаил
- Николай Маликов — официант
- Владимир Маренков — капитан

## Съёмочная группа
- Режиссёр: Андрей Ладынин
- Автор сценария: Анатолий Степанов
- Оператор: Виктор Шейнин
- Художник-постановщик: Александр Кузнецов
- Композитор: Юрий Саульский
- Дирижёр: Константин Кримец

## Критика
Одна из первых ролей, и первая главная роль, актёра Василия Мишенко, сложившая ему определённое амплуа:

Фильмом «В последнюю очередь» А. Ладынина (1982) открылся, если можно так сказать, целый детективный цикл, в котором на протяжении многих лет Мищенко предстояло находиться по разные стороны баррикад: играть преступников или разоблачать их.— Московский театр «Современник» (Серия «Звезды московской сцены»). — М.: Центрполиграф, 2000. — 343 с. — с. 206